# Fancy You
Fancy You es el séptimo EP del grupo femenino surcoreano Twice. Fue lanzado el 22 de abril de 2019 por JYP Entertainment junto con su videoclip titulado «Fancy». El grupo embarcó en una gira mundial para promocionar el EP.

## Antecedentes
El grupo anunció el EP a través de Twitter el 7 de abril, además de una gira mundial que dio inicio en mayo de 2019, en la cual el grupo visitó ciudades tales como Seúl, Bangkok, Singapur, Los Ángeles, Manila, Ciudad de México, Newark, Chicago y Kuala Lumpur.

## Lista de canciones
Adaptada de la página web oficial del grupo.

| N.º   | Título             | Escritor(es)                  | Productor(es)                                                                 | Duración |  |
| 1.    | «Fancy»            | Black Eyed Pilseung, Jeon Gun | Black Eyed Pilseung, Jeon Gun                                                 | 3:35     |  |
| 2.    | «Stuck in My Head» | Lee Seu-ran                   | Matthew Tishler, Andrew Underberg, Philip Bentley                             | 2:58     |  |
| 3.    | «Girls Like US»    | Jihyo                         | Uzoechi Emenike, Dimitri Tikovoï, Maya von Doll, Charli XCX                   | 2:40     |  |
| 4.    | «Hot»              | Momo, Kang Eun-jeong          | Jonatan Gusmark, Ludvig Evers, Moa Anna Carlebecker Forsell, Josefin Glenmark | 2:59     |  |
| 5.    | «Turn It Up»       | Sana, Earattack               | Earattack, Louise Frick Sveen                                                 | 3:09     |  |
| 6.    | «Strawberry»       | Chaeyoung, Kim Eun-su         | Maestro the Baker, Jake TenchKloe                                             | 3:29     |  |
| 18:50 |                    |                               |                                                                               |          |  |

## Posicionamiento en listas

#### Semanales
| Listas (2019)                                 | Mejor posición |
| --------------------------------------------- | -------------- |
| Australia (Australian Albums)                 | 22             |
| Corea del Sur (Gaon)                          | 2              |
| España (PROMUSICAE)                           | 7              |
| Estados Unidos (Billboard Digital Albums)     | 22             |
| Estados Unidos (Billboard Heatseekers Albums) | 4              |
| Estados Unidos (Billboard Independent Albums) | 16             |
| Estados Unidos (Billboard World Albums)       | 4              |
| Francia (SNEP)                                | 54             |
| Japón (Billboard Japan)                       | 11             |
| Japón (Oricon)                                | 1              |
| Reino Unido (UK Independent Albums)           | 34             |